# Фікрете Шеху
Фікрете Шеху (алб. Fiqrete Shehu; нар. 17 листопада 1919 — пом. 11 вересня 1988) — албанська комуністка, дружина багаторічного прем'єр-міністра НРА/НСРА Мехмета Шеху. Займала провідні пости в ідеологічному апараті албанської компартії. Після загибелі чоловіка заарештовано і звинувачено у змові проти Енвера Ходжі. Померла в ув'язненні.

## Люта комуністка
Народилася в албанській родині Санджактарі. В юності перейнялася комуністичними ідеями, вступила до корчинської комуністичної групі. Вступила до лав Комуністичної партії Албанії (з 1948 — Албанська партія праці, АПТ). Носила партійне прізвисько Qorja — Люта. Вийшла заміж за комуністичного активіста Мехмета Шеху. В шлюбі мала двох синів.
У роки Другої світової війни Фікрете Шеху брала участь у партизанській боротьбі проти італійських і німецьких окупантів. Займала адміністративні та ідеолого-пропагандистські пости в Національно-визвольної армії. Брала участь у розподілі британської матеріальної допомоги албанським партизанам.
Вже тоді Фікрете Шеху була впливовим комуністичним політиком. Збереглося її листування з Енвером Ходжей, де перший секретар ЦК компартії давав вказівки щодо морально-побутового вигляду бійців. Зокрема, він вимагав не допускати між юнаками та дівчатами вільного кохання, яке, на його думку, сприяло дезертирству. Такого роду вказівки Фікрете приймала до виконання.

## Друга чета
У листопаді 1944 року комуністи прийшли до влади в Албанії. Подружжя Шеху посіло чільні позиції в партійно-державному керівництві. Мехмета Шеху було обрано до політбюро ЦК, очолював МВС, МЗС, міністерство оборони, таємну поліцію Сігурімі, з 1954 року був прем'єр-міністром і другою особою після Енвера Ходжі. Фікрете Шеху з 1952 року входила до центрального комітету, була директором Вищої партійної школи компартії. У середині 1950-х році вона обіймала посаду першого секретаря столичного комітету АПТ.
В ідеологічному апараті Албанської партії праці Фікрете Шеху відігравала важливу роль. Вона цілком поділяла ідеологію і політику сталінізму і ходжаїзму. Підтримувала політику репресій, самоізоляції, примусового атеїзму. У відповідному дусі Фікрете Шеху готувала партійні кадри. У квітні 1956 року, на посаді секретаря Тиранского міського комітету, Фікрете Шеху активно брала участь у придушенні партійної опозиції на конференції АПТ.
Фікрете Шеху вважалася однією з найвпливовіших жінок Албанії. Подружжя Шеху розглядалося як друге, після пари Ходжі, правлячої пари країни. Між дружинами вищих керівників відзначалася певна конкуренція.

## Загибель чоловіка
На початку 1980-х років між першим секретарем ЦК АПТ Енвером Ходжею та прем'єр-міністром Мехметом Шеху виникли серйозні розбіжності. Передбачається, що Шеху дотримувався більш прагматичних позицій в економічній, особливо зовнішньоекономічній політиці і був прихильником обережного налагодження фінансових і торговельних зв'язків із Західною Європою. Ходжа категорично відстоював ізоляціоністський статус-кво. Відносини верховного правителя Албанії з сімейством прем'єр-міністра загострили також заручини Скендера Шеху-молодшого зі спортсменкою Сільвою Турдіу, дівчиною з «політично неблагонадійною сім'ї». Негативне ставлення Ходжі до глави сім'ї поширилося на його дружину.
18 грудня 1981 року офіційна албанська влада оголосили, що Мехмет Шеху покінчив життя самогубством «у стані глибокого душевного хвилювання». Існує версія, що насправді Шеху було застрелено безпосередньо на засіданні політбюро ЦК АПТ. Незабаром на адресу покійного пішли стандартні політичні звинувачення: шпигунство, «контрреволюційний змова», «плани реставрації капіталізму» тощо.

## Смерть у в'язниці
Загибель Мехмета Шеху і акція антикомуністичної Групи Шевдета Мустафи у вересні 1982 року спричинили черговий спалах репресій. Були заарештовані міністр оборони Кадрі Хазбіу, племінник покійного прем'єра міністр внутрішніх справ Фечор Шеху (обидва в різний час очолювали МВС та Сігурімі), найближчі родичі покійного прем'єра, в тому числі вдова і сини.
Головною мішенню чергової партійної чистки був Хазбіу та Фікрете Шеху дала витребувані слідчим покази проти давнього друга сім'ї. Інші її свідчення були спрямовані проти багаторічного сімейного лікаря — колишнього міністра охорони здоров'я Ламбі Зичишти. Фікрете Шеху визнала неспівмірні звинувачення у спробі отруїти Ходжу отрутою, доставленим під виглядом ліків з Китаю до Франції.

Незважаючи на співпрацю зі слідством, вона була поміщена до тиранської в'язниці 313. Перебувала Фікрете Шеху у відносно комфортних умовах. Наглядачка відзначала її глибоку скорботу після смерті Енвера Ходжі.

Як не згадати Поліну Жемчужину, дружину Вячеслава Молотова, яка до кінця життя молилася на Сталіна, що ув'язнив її за «злочинний зв'язок з єврейськими націоналістами»? Тільки на відміну від Поліни Фікрете до звільнення не дожила.

Наступник Ходжі Раміз Алія не змінив колишніх оцінок «справи Шеху» і не реабілітував його фігурантів (існує версія його зацікавленості в тих подіях). Фікрете Шеху залишалася в ув'язненні, лише місця утримання періодично змінювалися. Вона померла 1988 року від серцевого нападу на 69-у році життя і була похована в одному з сіл окргу Лежи.